# Bosnia y Herzegovina en los Juegos Paralímpicos de Río de Janeiro 2016
Bosnia y Herzegovina estuvo representada en los Juegos Paralímpicos de Río de Janeiro 2016 por catorce deportistas, trece hombres y una mujer.

## Medallistas
El equipo paralímpico bosnio obtuvo las siguientes medallas:
| Nombre | Deporte          | Evento           |
| --- | ---------------- | ---------------- |
| Oro |                  |                  |
| — |                  |                  |
| Plata |                  |                  |
| Safet Alibašić Nizam Čančar Sabahudin Delalić Mirzet Duran Ismet Godinjak Dževad Hamzić Ermin Jusufović Benis Kadrić Adnan Kešmer Adnan Manko Asim Medić Armin Šehić | Voleibol sentado | Torneo masculino |
| Bronce |                  |                  |
| — |                  |                  |